# Charlotte Vale Allen
Charlotte Vale Allen (Toronto, Canadá; el 19 de enero de 1941-12 de enero de 2023) fue una novelista de ficción contemporánea canadiense. Vivió en el Reino Unido entre 1961 y 1964, donde trabajó como cantante y actriz. En 1966 emigró a los Estados Unidos después de haber regresado a Canadá. Tras haber contraído matrimonio con Walter Bateman Allen Jr. en 1970 se trasladó a Connecticut y escribió su primera novela. Ha usado en ocasiones el pseudónimo de Katharine Marlowe.